# Doppler Árpád
Doppler Árpád (Pest, 1857. június 5. – Stuttgart, 1927. augusztus 13.) zeneszerző, zongorista, zongoratanár, Doppler Károly (1825 – 1900) zeneszerző fia.[a. MÉL]

## Életpályája
A stuttgarti konzervatóriumban tanult zenét, majd ugyanott tanított élete végéig, rövid megszakítással. 1880-83 között a New York-i konzervatórium tanára volt. 
1889-től karigazgató volt a Stuttgarti Operánál.[a. MÉL]
Stílusában észrevehető a kortárs Grieg hatása.[b. Max Abrams 1886]

## Művei
- Víg- és meseoperák, balett, zenekari művek, kórusok, dalok.
- Kaligula (vígopera, 1891).